# Gougenheim
Gougenheim település Franciaországban, Bas-Rhin megyében. Lakosainak száma 540 fő (2022. január 1.). Gougenheim Berstett, Duntzenheim, Durningen, Kienheim, Rohr és Wingersheim-les-Quatre-Bans községekkel határos.

## Népesség
A település népességének változása:
| Lakosok száma | 549  | 540  | 556  | 548  | 546  | 544  | 543  | 543  | 540  |
|               | 2013 | 2015 | 2016 | 2017 | 2018 | 2019 | 2020 | 2021 | 2022 |